# Offheim
Offheim is een plaats in de Duitse gemeente Limburg an der Lahn, deelstaat Hessen, en telt 2648 inwoners.

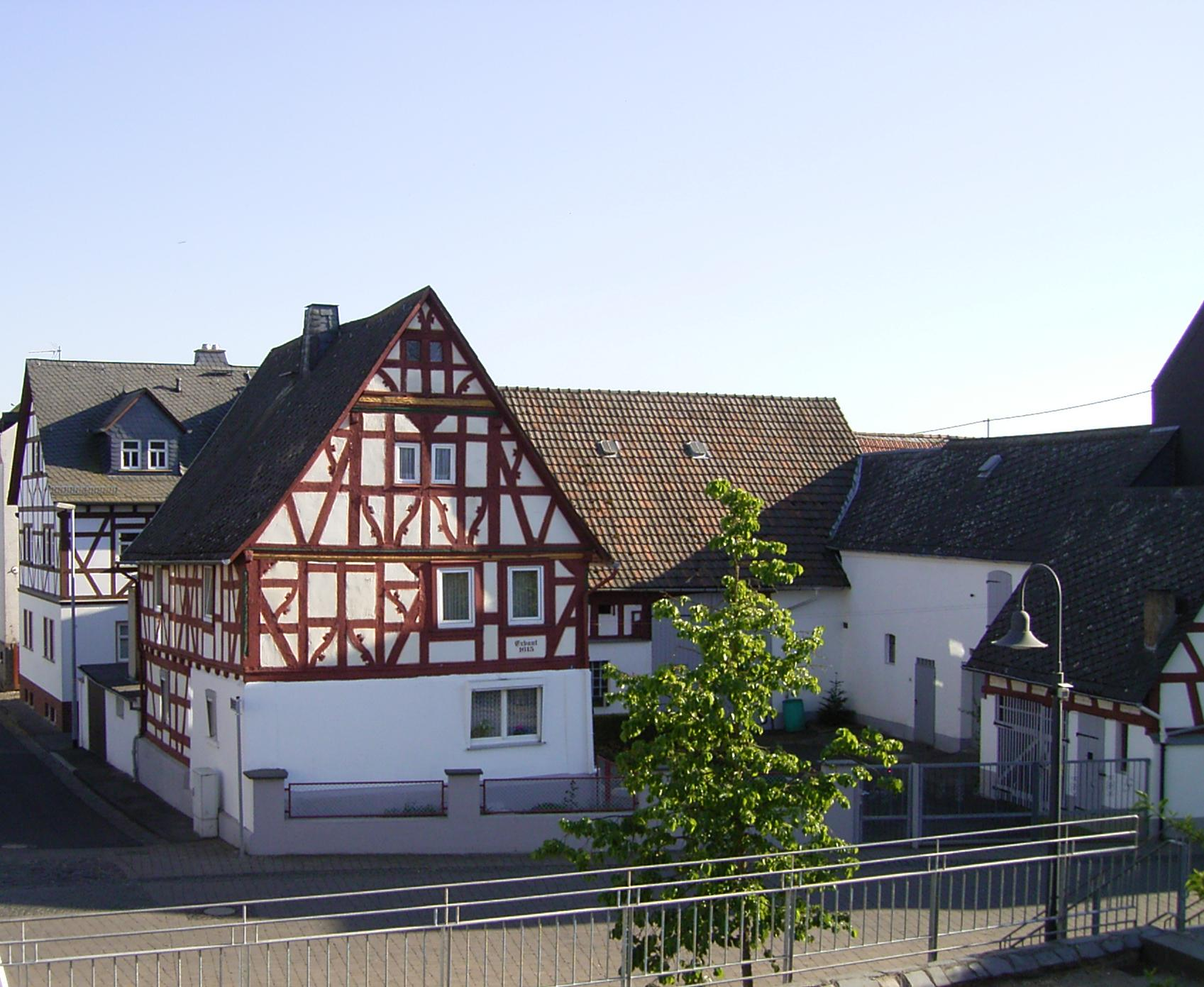
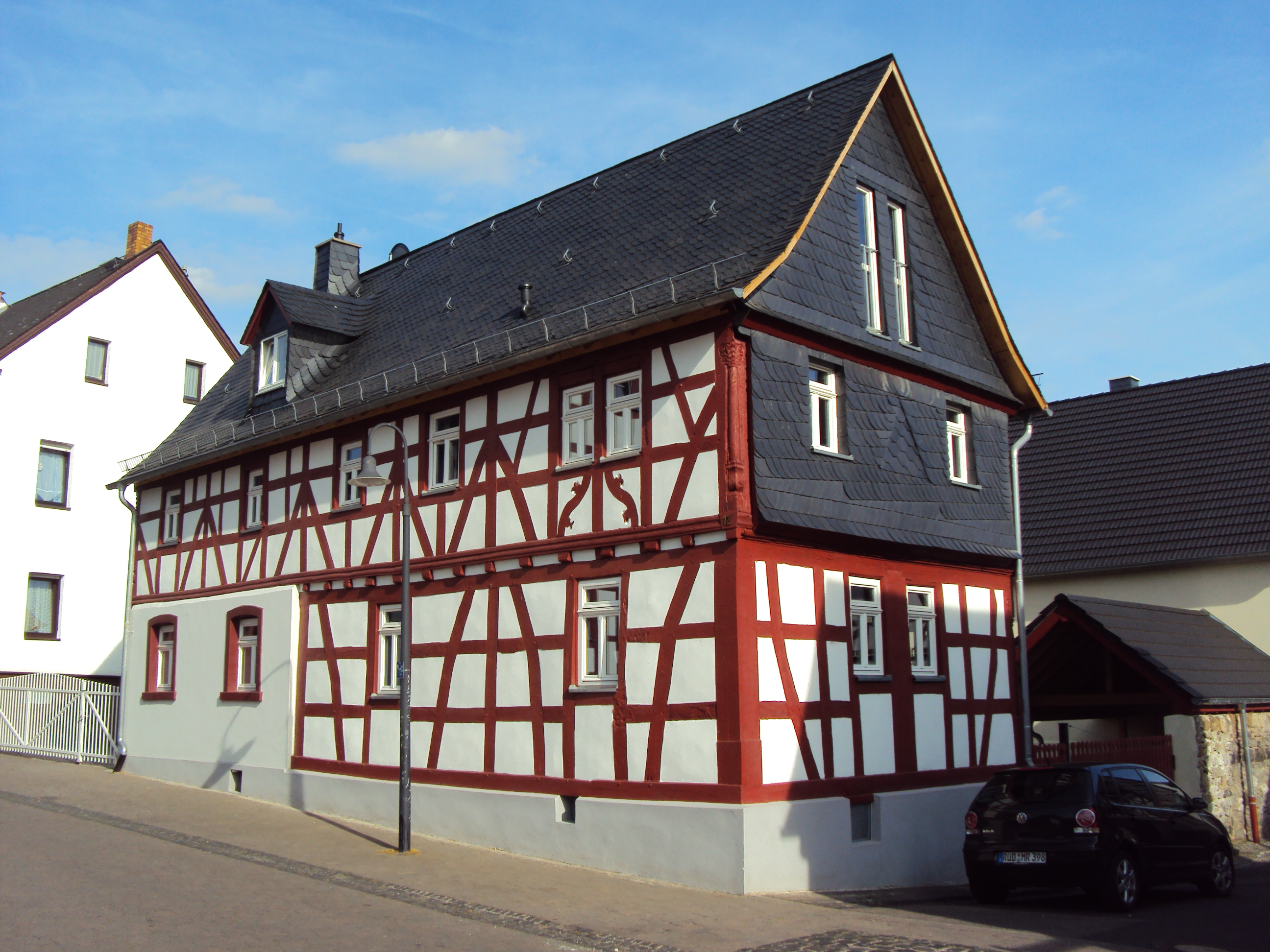
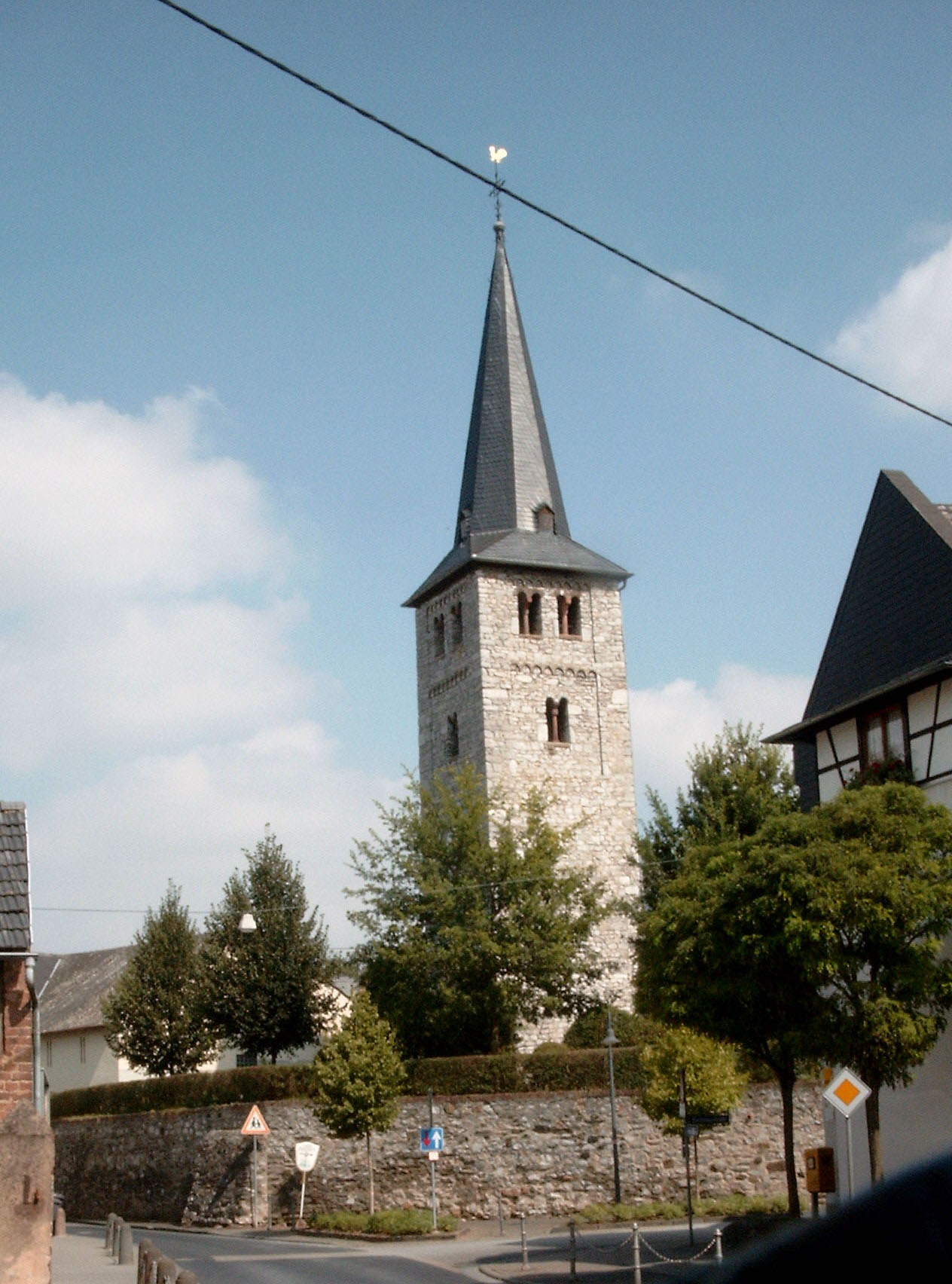
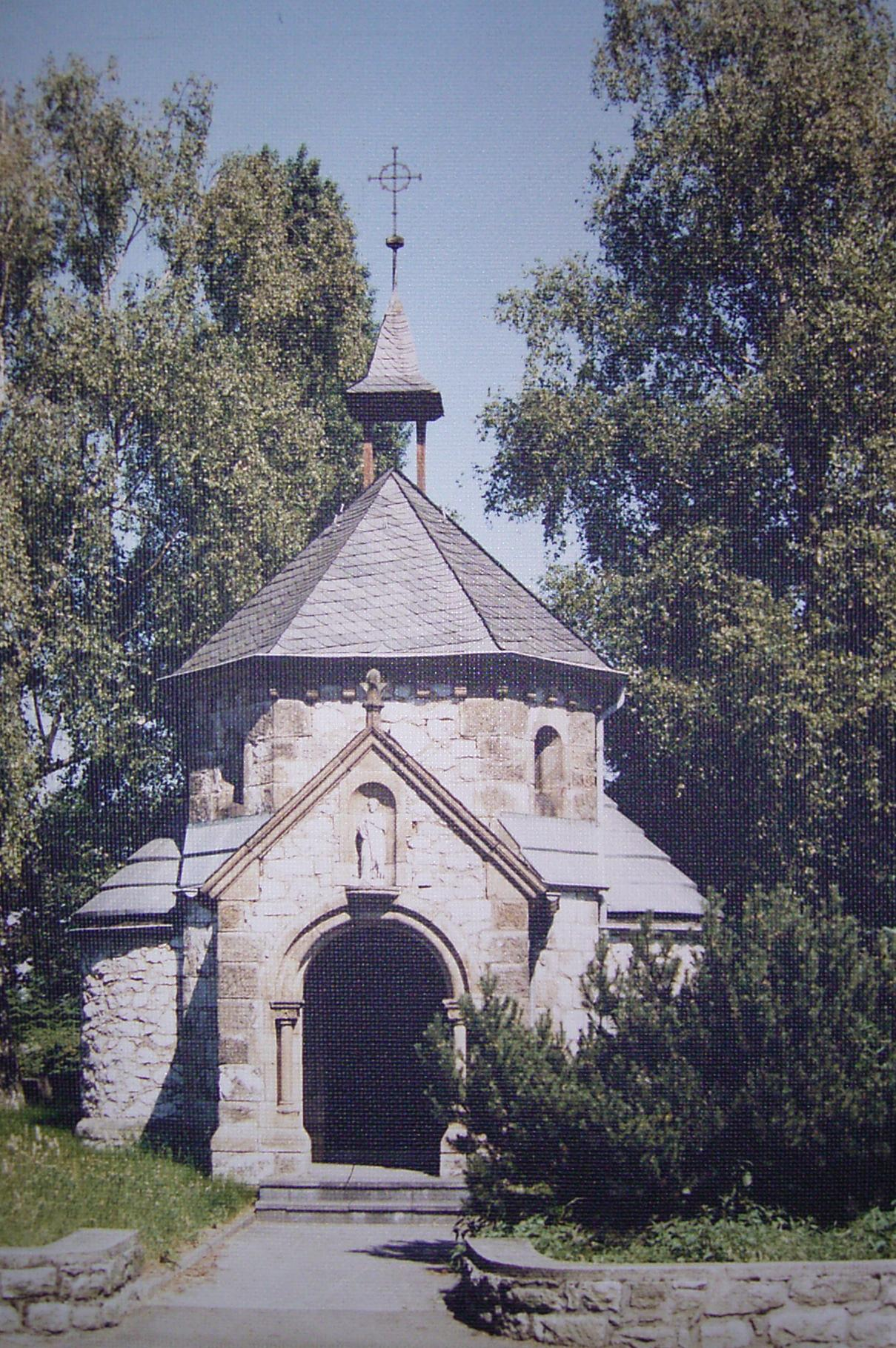